# Seznam kardinálů vikářů
Kardinál vikář, oficiálně Generální vikář Jeho Svatosti pro římskou diecézi je vrchní představitel římského biskupství a zplnomocněný zástupce papeže. Kardinálové vikáři byli:
| Nr. | Jméno                                   | Rok narození | Rok úmrtí | Jmenování kardinálem           | kardinál vikář od/ do | Poznámka                              |
| --- | --------------------------------------- | ------------ | --------- | ------------------------------ | --------------------- | ------------------------------------- |
| 1   | Berardo Eroli                           | * 1409       | † 1479    | 1460                           | 1475–1479             |                                       |
| 2   | Jaime Serra i Cau                       | * 1427       | † 1517    | 1500                           | 1496–1500             | jmenován kardinál až po získání úřadu |
| 3   | Pietro Accolti                          | * 1455       | † 1532    | 1511                           | 1510–1532             |                                       |
| 4   | Pomponio Cecci                          | *            | † 1542    | 1542                           | 1540–1542             |                                       |
| 5   | Virgilio Rosario                        | * 1499       | † 1559    | 1457                           | 1558–1559             |                                       |
| 6   | Giacomo Savelli                         | * 1523       | † 1587    | 1539                           | 1560–1587             |                                       |
| 7   | Marco Antonio Maffei                    | * 1521       | † 1583    | 1570                           | 1566–?                |                                       |
| 8   | Girolamo Rusticucci                     | * 1537       | † 1603    | 1570                           | 1588–1603             |                                       |
| 9   | Camillo Borghese                        | * 1552       | † 1621    | 1596                           | 1603–1605             | pozdější papež Pavel V.               |
| 10  | Girolamo Pamphili                       | * 1544       | † 1610    | 1604                           | 1605–1610             |                                       |
| 11  | Giovanni Garzia Millini                 | * 1562       | † 1629    | 1606                           | 1610–1629             |                                       |
| 12  | Marzio Ginetti                          | * 1586       | † 1671    | 1626 in pectore 1627 prohlášen | 1629–1671             |                                       |
| 13  | Paluzzo Paluzzi Altieri degli Albertoni | * 1623       | † 1698    | 1664 in pectore 1666 prohlášen | 1671                  |                                       |
| 14  | Gasparo Carpegna                        | * 1625       | † 1714    | 1670                           | 1671–1714             |                                       |
| 15  | Giandomenico Paracciani                 | * 1646       | † 1721    | 1706                           | 1717–1721             |                                       |
| 16  | Fabrizio Paolucci                       | * 1651       | † 1726    | 1697 in pectore 1698 prohlášen | 1721–1726             |                                       |
| 17  | Prospero Marefoschi                     | * 1653       | † 1732    | 1724                           | 1726–1732             |                                       |
| 18  | Giovanni Antonio Guadagni               | * 1674       | † 1759    | 1731                           | 1732–1759             |                                       |
| 19  | Antonio Maria Erba-Odescalchi           | * 1712       | † 1762    | 1759                           | 1759–1762             |                                       |
| 20  | Marcantonio Colonna                     | * 1724       | † 1793    | 1759                           | 1762–1793             |                                       |
| 21  | Andrea Corsini                          | * 1735       | † 1795    | 1759                           | 1793–1795             |                                       |
| 22  | Giulio Maria Della Somaglia             | * 1744       | † 1830    | 1795                           | 1795–1818             |                                       |
| 23  | Lorenzo Litta                           | * 1756       | † 1820    | 1801                           | 1818–1820             |                                       |
| 24  | Annibale della Genga                    | * 1760       | † 1829    | 1816                           | 1820–1823             | pozdější papež Lev XII.               |
| 25  | Giacinto Placido Zurla                  | * 1769       | † 1834    | 1823                           | 1824–1834             |                                       |
| 26  | Carlo Odescalchi                        | * 1785       | † 1841    | 1823                           | 1834–1838             |                                       |
| 27  | Giuseppe Della Porta Rodiani            | * 1773       | † 1841    | 1834 in pectore 1835 prohlášen | 1838–1841             |                                       |
| 28  | Costantino Patrizi Naro                 | * 1798       | † 1876    | 1834 in pectore 1836 prohlášen | 1841–1849             |                                       |
| 29  | Raffaele Monaco La Valletta             | * 1827       | † 1896    | 1868                           | 1876–1880             |                                       |
| 30  | Lucido Maria Parocchi                   | * 1833       | † 1903    | 1877                           | 1884–1899             |                                       |
| 31  | Domenico Maria Jacobini                 | * 1837       | † 1900    | 1896                           | 1899–1900             |                                       |
| 32  | Pietro Respighi                         | * 1843       | † 1913    | 1899                           | 1900–1913             |                                       |
| 33  | Basilio Pompilj                         | * 1858       | † 1931    | 1911                           | 1913–1931             |                                       |
| 34  | Francesco Marchetti Selvaggiani         | * 1871       | † 1951    | 1930                           | 1931–1951             |                                       |
| 35  | Clemente Micara                         | * 1879       | † 1965    | 1946                           | 1951–1965             |                                       |
| 36  | Luigi Traglia                           | * 1895       | † 1977    | 1960                           | 1965–1968             |                                       |
| 37  | Angelo Dell’Acqua                       | * 1903       | † 1972    | 1967                           | 1968–1972             |                                       |
| 38  | Ugo Poletti                             | * 1914       | † 1997    | 1973                           | 1973–1991             |                                       |
| 39  | Camillo Ruini                           | * 1931       |           | 1991                           | 1991–2008             |                                       |
| 40  | Agostino Vallini                        | * 1940       |           | 2006                           | 2008-2017             |                                       |
| 41  | Angelo De Donatis                       | * 1954       |           |                                | 2017-2024             |                                       |
| 42  | Baldassare Reina                        | * 1970       |           |                                | od 2024               |                                       |